# Университет Эмори
Университе́т Э́мори или Эморийский университет (англ. Emory University) — частный исследовательский университет США, расположенный в Атланте, штат Джорджия. Основан как Колледж Эмори в 1836 году в Оксфорде, Джорджия небольшой группой методистов и был назван в честь Джона Эмори, известного епископа методистской церкви.
В 1915 году благодаря помощи президента компании Coca-Cola небольшой колледж переезжает в пригород Атланты и получает статус университета. Его миссия заключается в «создании, сохранении, обучении и применении знаний на службе человечеству».
На сегодняшний день в составе университета находятся 9 академических школ и колледжей: Колледж искусств и наук, Оксфордский колледж, Высшая школа Лани, Юридическая школа, Медицинская школа, Школа медсестёр Нилла Ходжсона Вудраффа, Школа общественного здравоохранения Роллинса, Школа богословия Кандлера, Бизнес-школа Роберто Гойзуета.
В 2008 году университет был удостоен премии президента за преданность к общественным работам, образовательные программы и гражданскую активность.
В 2010 году занял 20-ю позицию в рейтинге «Национальные университеты» издания U.S. News & World Report, 61-ю в общемировом рейтинге Times Higher Education World University Rankings, а также входит во вторую сотню лучших вузов в Академическом рейтинге университетов мира.

## История

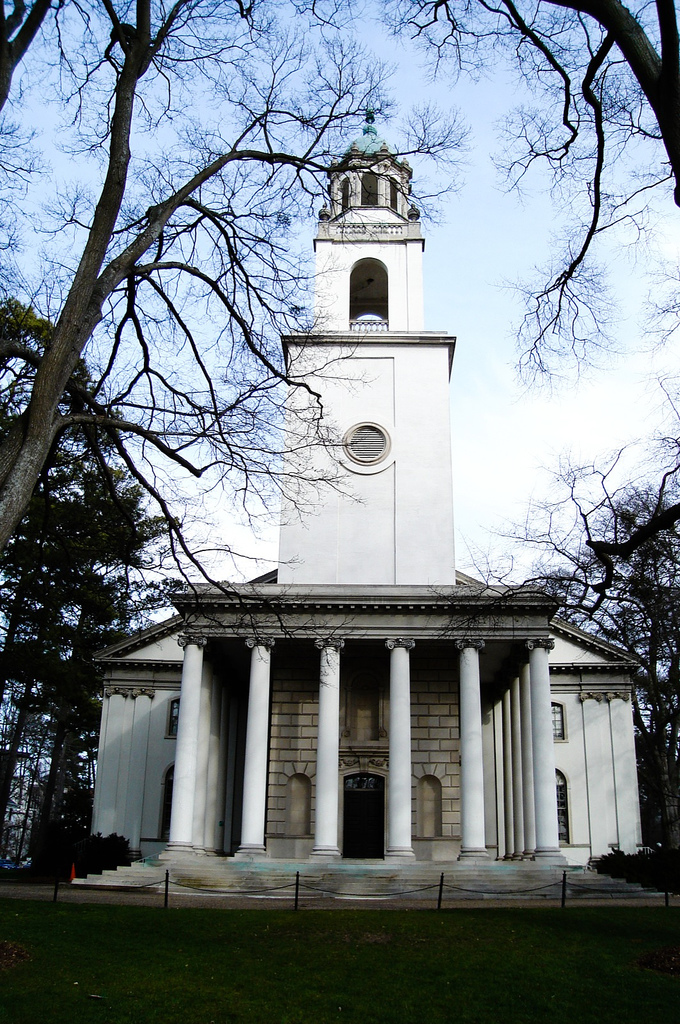
Мемориал Гленна методистской церкви у главного входа университета

В 1836 году небольшой группой методистов из округа Ньютон было предусмотрено создание нового городка и колледжа. Город назвали Оксфорд, в честь престижного британского университета, который окончили двое основателей методизма Джон и Чарльз Уэсли. А колледж получил имя Джона Эмори, епископа американской методистской церкви, вдохновившего их основать колледж.
События, предшествовавшие основанию Колледжа Эмори начались ещё в 1783 году, когда законодательное собрание штата Джорджия предусмотрело организацию «колледжа или семинарии». Однако поддержка образования в Джорджии была крайне скудной вплоть до 1830-х годов, пока методисты не воодушевились достижениями в образовании Германии, тогда же они решили основать школу для ручного труда. В 1834 году на конференции методистов проповедник, известный как «дядя Аллен», предложил открывать больше своих собственных школ, а не поддерживать колледжи штата Виргиния. Председателем конференции был Джон Эмори, скончавшийся в аварии его кареты в 1835 году. В результате школа ручного труда открылась на следующий год в Ковингтоне.
10 декабря 1836 года Генеральная Ассамблея Джорджии утвердила устав Колледжа Эмори. Два года спустя, 17 сентября 1838 года колледж открыл свои двери. Первым президентом стал Альфонсо Игнатус, а 15 студентов (первого и второго курсов) обучали трое преподавателей.

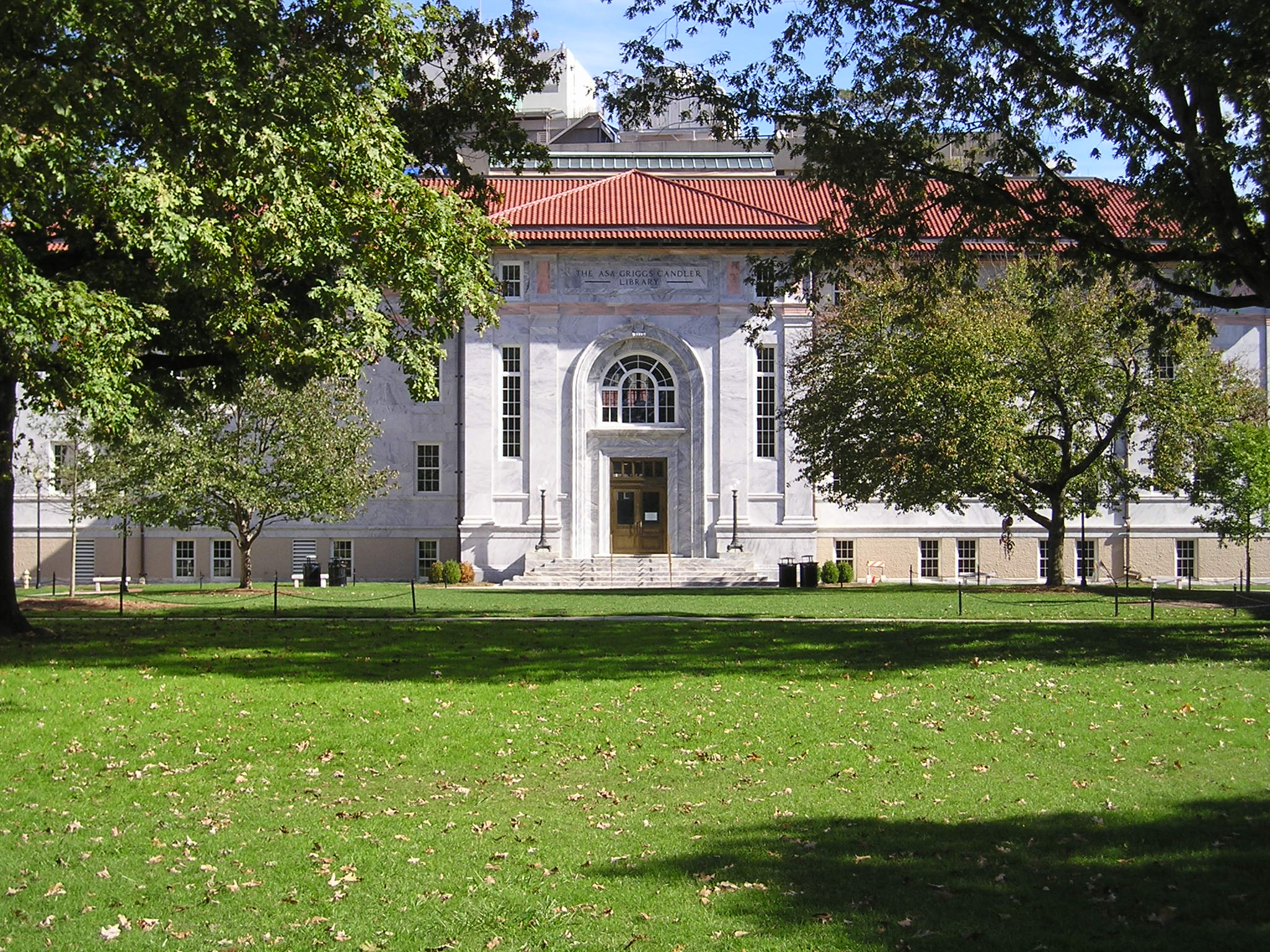
Библиотека Кандлера

В течение XIX века все студенты обязывались беспрекословно соблюдать свод правил «Законы и устав колледжа», который связывал студентов с их комнатами в колледже в течение всего учебного времени и запрещал им покидать пределы города без согласия президента, и участвовать в аморальной деятельности. До председательства Уоррена Кандлера в 1890-х годов в Эмори запрещались любые спортивные соревнования с другими учебными заведениями. Предполагалось, что такая практика это «зло и только зло», так как во-первых программы соревнований затратны, во-вторых искушают к азартным играм и отвлекают от учёбы.
Во время гражданской войны все студенты колледжа находились на фронте, и осенью 1861 года попечительский совет принял решение о временном закрытии колледжа. В этот период здание колледжа использовалось как больница конфедерации и как штаб-квартира союза. Колледж возобновил работу в январе 1866 года, однако его библиотека была полностью разрушена, а её фонд уничтожен. Только с помощью государственных грантов обучение возобновилось в полном объёме.
Первый шаг к финансовой стабильности наступил в 1880 году, когда президент колледжа Эттикус Хейгуд проповедовал на День благодарения и выразил благодарность за отмену рабства. Эта проповедь привлекла внимание Джордж Сени, банкира из Бруклина, и он выделил $ 5000 на погашение долгов колледжа, $ 50 000 на строительство и $ 75 000 на создание нового библиотечного фонда. Сени инвестировал в общей сложности более четверти миллиона долларов в Колледж Эмори, помогая возводить здания администрации в Оксфорде.
Под руководством президента Хейгуда, колледж начинает предлагать много технических и профессиональных предметов в дополнение к основным курсам. К началу XX века интенсивно развиваются программы в области искусства, технических наук, проводятся исследования в теологии и праве.
Ход истории резко изменился когда в ноябре 1979 года выпускники колледжа Эмори — бизнесмены Роберт и Джордж Вудрафф сделали подарок своему альма-матер в размере 105 млн. долл. акциями Coca-Cola. В то время это был крупнейший дар высшему учебному заведению в американской истории. Что оказало огромное влияние на его развитие в ближайшие два десятилетия, в результате чего Университет Эмори стал одним из ведущих американских исследовательских университетов.

## Кампус

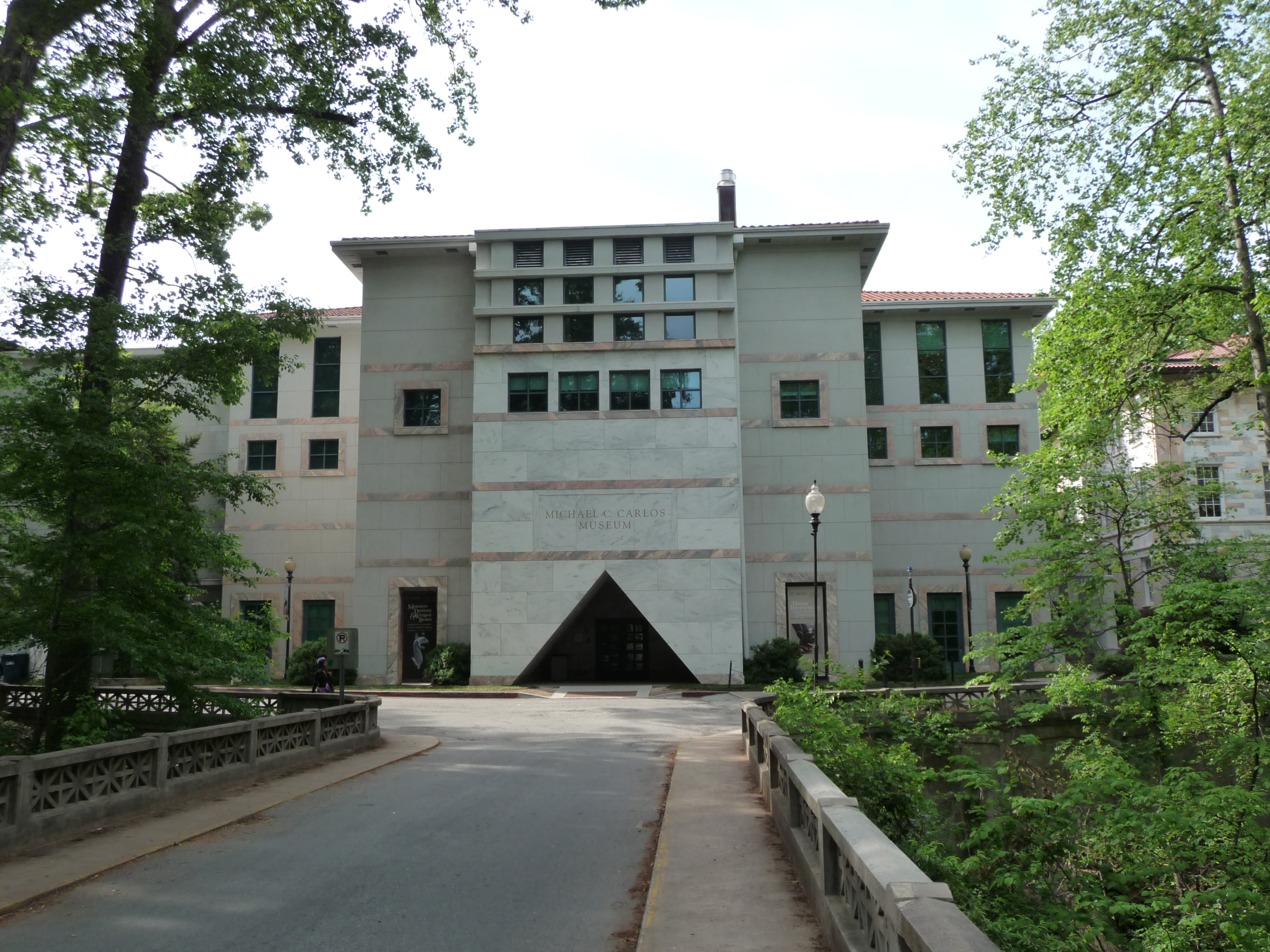
Музей Майкла Карлоса

Основной кампус Эмори находится на Друид-Хиллс в округе ДеКалб, в пригороде Атланты. А также располагает комплексами в центре города и в районе Бакхед.
На кампусах активно используются энергосберегающие технологии, университет выступает за сохранность окружающей среды. Согласно его политике на одно выкопанное дерево на территории строительства новых зданий, должно приходится одно посаженное дерево. Четверть пищи в столовых кампуса поступает из собственных устойчивых источников. На территории университета находятся небольшие сады, где выращивают свежие фрукты и овощи. Поощряется использование в качестве средств передвижения на кампусе велосипедов и электромобилей, которые легко можно взять в аренду.

### Примечательные места
- Музей Майкла Карлоса. Хранит одну из наиболее полных коллекций произведений искусства Юго-Восточной Азии, а также экспонаты древнего Египта, Ближнего Востока, Греции, Рима, древней Америки, Африки и Азии. Музей открыт с 1876 года[19].
- Библиотека Роберта Вудраффа. По версии журнала The Princeton Review занимает 13-е место в стране[20]. Хранит редкие издание книг, включая первые издания «Робинзона Крузо» Даниеля Дефо[21], а также произведения Фланнери О'Коннор, Элис Уокер, Джеймса Мёрсера Лэнгстона Хьюза, Уильяма Батлера Йейтса и Шеймаса Хини.
- Заповедник Луллвотер. Занимает около 0,40 км² зелёных насаждений, в числе которых лесопарковые зоны, пешеходные дорожки и озёра. Здесь находится дом президента университета и его семьи.
- Центр Картера. Некоммерческая правозащитная организация, основанная президентом США Джимми Картером, который часто здесь бывает.

## Образование
Университет Эмори разделён по модели Оксфордского и Кембриджского университетов, в его состав входят 2 колледжа и 7 выпускающих и профессиональных школ:
- Колледж искусств и наук (1836)
- Оксфордский колледж (1836)
- Бизнес школа Гоизета (1919)
- Высшая школа Лейни (1919)
- Юридическая школа (1916)
- Школа медицины (1854)
- Школа медицинских сестёр Нелла Ходжсона Вудраффа (1905)
- Школа общественного здоровья Роллинз (1990)
- Школа богословия Кендлера (1914)

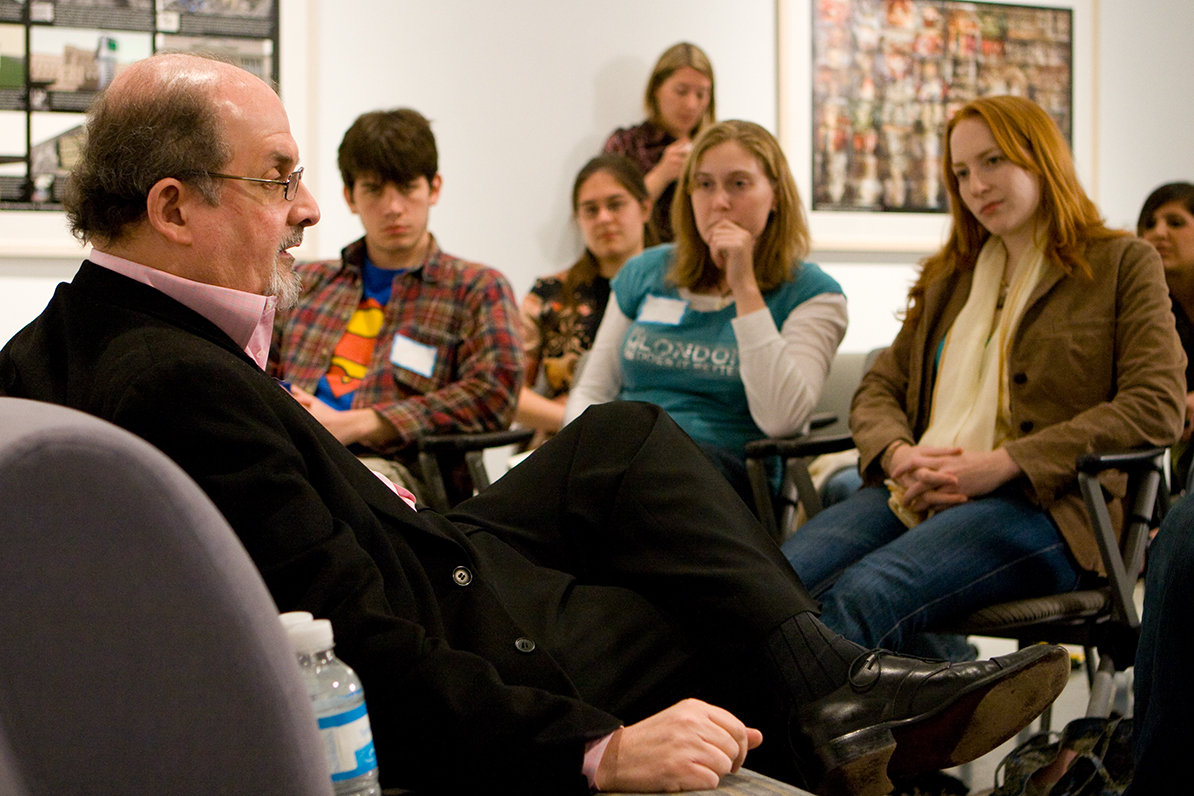
Дискуссия Салмана Рушди со студентами университета Эмори

Дебора Липштадт — американский историк, исследователь Холокоста.